# Mani

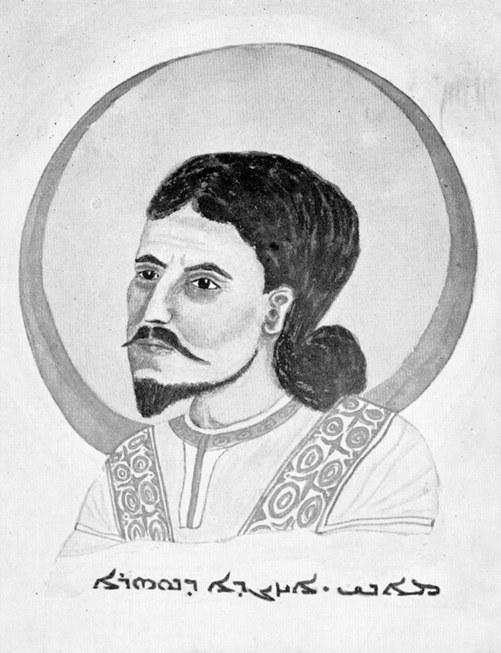
Mani

Mani, znany także jako Manes i Manicheusz (ur. 14 kwietnia 216 koło Seleucji nad Tygrysem, zm. ok. 276 r. w Gundiszapurze) – twórca manicheizmu.

## Życiorys
Urodził się w zachodniej Persji. Wychowywał się we wspólnocie elkazaitów, ruchu gnostyckiego działającego w III i IV wieku, wywodzącego się z chrześcijaństwa. W dwunastym roku życia Mani miał pierwsze objawienie. Drugie objawienie, które miało miejsce 12 lat później, dało początek manicheizmowi. Poglądy religijne Maniego łączyły wpływy różnych religii, z których najważniejszy jest związek z zaratusztrianizmem.
Od około trzydziestego roku życia Mani podróżował (m.in. do północno-zachodnich Indii), prowadząc działalność misyjną. Znalazł oparcie we władcach Persji, jednak ich przychylność skończyła się po dojściu do władzy Bahrama I, a przede wszystkim po krytyce kapłanów zoroastryjskich. Ok. 276 roku Mani został na polecenie króla uwięziony w Gundiszapurze w południowo-zachodniej Persji, a w końcu zabity.
Obok wielu relacji i komentarzy zwolenników oraz krytyków Maniego zachowało się kilka dzieł i listów jego autorstwa. Część z nich odnaleziono dopiero na początku XX wieku na pustyni Gobi. List-Fundament (dosł. List [o] fundamencie, /łac./ Epistola fundamenti) Maniego był jednym ze świętych pism wyznawców manicheizmu. Mani nazywa siebie w nim Manicheuszem, apostołem Jezusa Chrystusa. Augustyn z Hippony polemizował z nim w 397 r. w dziełku Przeciw listowi Maniego, który nazywają «Listem podstawowym».